# MediaSpar TV
MediaSpar TV (eigene Schreibweise: mediaspar tv) war ein deutscher Privatsender mit Sitz in Oberhausen. Das Programm bestand ausschließlich aus Verkaufssendungen für Produkte und Tarife rund um das Thema mobiles Leben: Smartphones, Tablets, Internet und Telefonie. Produziert wurde MediaSpar TV von der media spar television GmbH, der Geschäftsführer war Christoph Preuß. Der Kanal erhielt seine Zulassung von der Landesanstalt für Medien Nordrhein-Westfalen (LfM).

## Geschichte
Am 1. August 2007 startete die erste Sendung. Damals trat der Sender noch unter der Bezeichnung Glück TV an. Seit dem 1. Januar 2012 wird der heutige Sendername genutzt. Am 1. August 2014 startete MediaSpar TV seinen inhaltsgleichen High-Definition-Ableger MediaSpar TV HD.

### Programm und Angebot
Das Programm war auf dem eigenen Kanal 24 Stunden täglich via Kabel und Satellit zu empfangen und wurde zusätzlich als Livestream im Internet angeboten. Die angebotene Produktpalette reichte von Mobilfunk- und Festnetztelefonieverträgen über dazugehörige Telefongeräte bis zu sonstiger Hardware. Im Bereich der Telefonieverträge wurden vornehmlich Angebote der Firmen Vodafone, O2 sowie Debitel vertrieben.
Zu den Moderatoren gehörten unter anderem Maren Gilzer, Marcel Schenk und Harry Wijnvoord.

### Reichweite
Die technische Reichweite lag bei insgesamt etwa 24 Millionen Fernsehhaushalten. MediaSpar TV erreichte Fernsehhaushalte über Satellit (digital; 17,5 Millionen Haushalte) über Astra 1M sowie Astra 1KR, 19,2° Ost und Kabel (analog und digital; 6,5 Millionen Haushalte) in den Bundesländern Baden-Württemberg, Nordrhein-Westfalen und Hessen über Kabel BW oder Unitymedia (Stand: Oktober 2014). Zudem war der Sender rund um die Uhr als Internetstream über dessen Internetpräsenz zu empfangen. Dort konnten Interessierte zusätzlich die präsentierten Angebote online abrufen.

### Insolvenzverfahren
Ende Mai 2017 wurde beim Amtsgericht Duisburg ein Insolvenzverfahren beantragt und im August eröffnet. Das Verfahren war bis Mai 2018 noch nicht abgeschlossen. Informationen zum Ausgang des Verfahrens sind nicht bekannt. Spätestens bis 15. August 2017 wurde die Website abgeschaltet. Es soll in dieser Zeit noch eine Unterseite bestanden haben, auf der Kunden ihre Forderungen (z. B. Gutschriften und Bonuszahlungen) geltend machen konnten, sie dürften aber letztlich mangels Masse teilweise leer ausgegangen sein.

## Kritik
2016 hat das Verbraucherschutzprojekt Marktwächter der Verbraucherzentralen das Geschäftsgebaren des Anbieters kritisiert. Bestimmte Werbeaussagen, undurchsichtige Vertragsbedingungen oder Preisversprechen seien demnach irreführend und unzulässig. Dies habe dazu geführt, dass viele Betroffene, die sich bei den Verbraucherzentralen gemeldet hatten, „für ihr Smartphone oder Tablet einen deutlich höheren Preis als zunächst angenommen“ bezahlen mussten.
mediaspar.tv hat im Juni 2016 eine Unterlassungserklärung der Verbraucherzentrale Schleswig-Holstein unterschrieben und „Verbesserungen im Kundenumgang“ angekündigt. Gegenstand der Unterlassungserklärung waren offenbar irreführenden Hinweise zu den Bedingungen zur Einlösung der Boni.